# Bron (nieuwsplatform)
Bron is een onafhankelijk nieuwsmedium dat verschijnt binnen Fontys Hogescholen. Het medium begon in mei 2017 met een eigen website en sociale media en richt zich voornamelijk op studenten en medewerkers.
De huidige hoofdredacteur is wetenschapsjournalist Jan Ligthart en de nieuwssite is tevens aangesloten bij de Kring van Hoofdredacteuren van hbo- en universitaire uitgaven. 

## Geschiedenis
Tot 1999 had Fontys een eigen papieren krant, de Fontys Krant. In datzelfde jaar maakte de hogescholenkoepel bekend als eerste hogeschool in Nederland volledig over te stappen op een digitale uitgave, Evenaar genaamd.
In 2001 besloot het College van Bestuur te stoppen met het uitgeven van een nieuwsmedium; nieuws en achtergronden waren vanaf dat moment alleen nog te vinden op de centrale website van de hogeschool. Volgens toenmalig collegevoorzitter Norbert Verbraak was er te weinig vraag naar zowel een papieren krant als een online nieuwsmedium, aldus een onderzoek naar hogeschool- en universiteitsbladen uit 2006, uitgevoerd door toenmalig student Martine van Deursen. Sinds 2017 beschikt Fontys dus met Bron opnieuw over een eigen nieuwsmedium. Dat is opvallend, omdat in de voorbijgaande jaren diverse onafhankelijke hogeschoolmedia werden opgeheven. 

## Formule
In de beginperiode schreef Bron voornamelijk over onderzoek en studentgerelateerde zaken, meestal vrij positief qua toonzetting. Gaandeweg de tijd vorderde, verschenen er ook meer kritische berichten op de website. Men haalt daarnaast landelijk nieuws binnen en vertaalt dat naar de dagelijkse praktijk binnen Fontys. Uit het format blijkt dat er zowel ruimte voor nieuws en achtergronden als ingezonden opinies is. Ook heeft het medium - voornamelijk personeelsleden van de hogeschool - diverse bloggers die op regelmatige basis een blog of column aanleveren. Cartoonist Kakhiel leverde tot slot wekelijks een cartoon aan. 
In 2020 eindigde het nieuwsmedium met het artikel "Denvis: van punkzanger naar verpleegkundige" als derde in de strijd om de zogeheten Kring Award, een prijs die beschikbaar wordt gesteld door eerdergenoemde Kring van Hoofdredacteuren.